# Marvin H. Albert
Marvin H. Albert, född 22 januari 1924 Philadelphia, Pennsylvania, död 24 mars 1996 Menton, France, var en amerikansk författare som skrev främst deckare och västernromaner under pseudonymerna Al Conroy, Albert Conroy, Nick Quarry, Anthony Rome, Mike Barone och Ian Macalister.

### Som Nick Quarry om Jake Barrow
- The hoods come calling 1958 (Gold Medal 747) (Så tyst, så död 1958, Kometdeckaren 61)
- Trail of a tramp 1958 (Gold Medal 824) (Blott och bart mord 1961, Kometdeckaren 96)
- The girl with no place to hide 1959 (Gold Medal 938) (Farlig vetskap 1960, Kometdeckaren 85)
- No chance in hell 1960 (Gold Medal 1033) (Någon måste dö 1961, Kometdeckaren 93)
- Till it hurts 1960 (Gold Medal 1053) (Lägga till last 1961, Kometdeckaren 100)
- Some die hard 1961 (Gold Medal 1150) (Döda talar inte 1962, Kometdeckaren 106)

### Som Anthony Rome om Tony Rome
- Miami mayhem 1960 (Dödlig avsikt 1961, Kometdeckaren 102)
- The lady in cement 1961 (Farligt spår 1961, Kometdeckaren 98)
- My kind of game 1962 (Stå risken själv 1963, Kometdeckaren 113)